# زاگراجه (گورنگی میلانوواتس)
زاگراجه (به صربی: Zagrađe) یک منطقهٔ مسکونی در صربستان است که در ناحیه موراویتسا واقع شده‌است. زاگراجه ۴۹۳ نفر جمعیت دارد.